# Un posto tranquillo (serie televisiva)
Un posto tranquillo è una serie televisiva italiana trasmessa su Rai 1 dal 2003 al 2005.

## Produzione

### Un posto tranquillo
La serie è stata trasmessa in prima serata su Rai 1 dal 9 febbraio 2003 al 10 febbraio 2003 con protagonista assoluto Lino Banfi e con la partecipazione straordinaria di Nino Manfredi. I temi musicali ricorrenti durante gli episodi sono stati composti da Andrea Guerra.

### Un posto tranquillo 2
La serie è stata trasmessa in prima serata su Rai 1 dal 10 ottobre 2005 al 19 ottobre 2005. La stagione è dedicata a Nino Manfredi scomparso circa un anno prima della messa in onda e co-protagonista della prima stagione. Qui Lino Banfi interpreta ben due personaggi: quello di frate Raniero, già protagonista di Un posto tranquillo, e quello del malavitoso Rocco Mattone.
I temi musicali ricorrenti durante gli episodi sono stati composti da Andrea Guerra.

## Episodi
- La prima stagione venne trasmessa in prima visione il 9 e il 10 febbraio 2003.
- La seconda dal 10 al 19 ottobre 2005.

| Stagione         | Episodi | Prima TV |
| ---------------- | ------- | -------- |
| Prima stagione   | 2       | 2003     |
| Seconda stagione | 4       | 2005     |

## Trama

### Prima stagione
La vita dei quattro frati di un piccolo convento è sconvolta dall'arrivo di Antonio, che si dichiara essere uno studente di storia dell'arte interessato ad esaminare la struttura del monastero. Raniero, il padre guardiano, inizia un'attività da agente segreto per indagare sul passato del nuovo ospite. Ciò che scoprirà sarà una sorpresa per tutti. Giorgia sta per sposare il figlio del sindaco del paese, ma dopo aver conosciuto Antonio la sua vita cambia radicalmente. La ragazza cerca in tutti i modi di negare a se stessa di essersi innamorata di Antonio ma alla fine è costretta a cedere ai suoi sentimenti.

### Seconda stagione
Dopo aver scoperto, nella prima serie, di avere un figlio, padre Raniero si trova di fronte un sosia che è anche un malavitoso. L'obiettivo del delinquente è chiaro: rifugiarsi nel convento e prendere il posto del frate per sfuggire alla polizia e alla vendetta di un gruppo mafioso.

## Ascolti prima stagione
| Prima TV Italia  | Telespettatori | Share  |
| ---------------- | -------------- | ------ |
| 9 febbraio 2003  | 9.670.000      | 34.68% |
| 10 febbraio 2003 | 10.438.000     | 35%    |

## Riconoscimenti
Nel 2003 questa miniserie si collocò in testa alle top ten degli ascolti e venne proclamata programma dell'anno.